# Municipio de Center (condado de Washington)
El municipio de Center (en inglés: Center Township) es un municipio ubicado en el condado de Washington en el estado estadounidense de Arkansas. En el año 2010 tenía una población de 1518 habitantes y una densidad poblacional de 64,18 personas por km².

## Geografía
El municipio de Center se encuentra ubicado en las coordenadas 36°1′12″N 94°16′56″O / 36.02000, -94.28222. Según la Oficina del Censo de los Estados Unidos, el municipio tiene una superficie total de 23.65 km², de la cual 23,54 km² corresponden a tierra firme y (0,48 %) 0,11 km² es agua.

## Demografía
Según el censo de 2010, había 1518 personas residiendo en el municipio de Center. La densidad de población era de 64,18 hab./km². De los 1518 habitantes, el municipio de Center estaba compuesto por el 95,39 % blancos, el 0,13 % eran afroamericanos, el 1,12 % eran amerindios, el 0,46 % eran asiáticos, el 1,45 % eran de otras razas y el 1,45 % eran de una mezcla de razas. Del total de la población el 3,43 % eran hispanos o latinos de cualquier raza.